# Irena Danielewicz-Ferchmin
Irena Danielewicz-Ferchmin (zm. 11 lutego 2025) – polska fizyk, doktor habilitowana nauk fizycznych, nauczyciel akademicki Uniwersytetu im. Adama Mickiewicza w Poznaniu.

## Życiorys
Pracowała jako profesor nadzwyczajny w Zakładzie Fizyki Dielektryków Wydziału Fizyki UAM. W pracy badawczej specjalizowała się w warstwie hydratowej jonów i białek, warstwie podwójnej oraz wodzie w silnym polu elektrycznym.
Autorka pracy Wpływ silnego pola elektrycznego na przenikalność dielektryczną alkoholi (wyd. 1975) oraz współautorka (wraz z Andrzejem Ferchminem) podręcznika akademickiego pt. Ciepło (pierwsze wydanie w 1995, kolejne w 1997, 1999, 2000).
Pochowana została 15 lutego 2025 na cmentarzu parafii ścięcia Jana Chrzciciela w Poznaniu.